# Association Sportive Nancy-Lorraine 2016-2017
Questa voce raccoglie le informazioni riguardanti lo  Association Sportive Nancy-Lorraine  nelle competizioni ufficiali della stagione 2016-2017.

## Rosa
| N. |                           | Ruolo | Calciatore            |
| -- | ------------------------- | ----- | --------------------- |
| 1  | Bielorussia (bandiera)    | P     | Sjarhej Černik        |
| 3  | Francia (bandiera)        | D     | Tobias Badila         |
| 4  | Senegal (bandiera)        | D     | Modou Diagne          |
| 5  | Francia (bandiera)        | D     | Alou Diarra           |
| 6  | Marocco (bandiera)        | C     | Youssef Aït Bennasser |
| 7  | Francia (bandiera)        | C     | Antony Robic          |
| 8  | Francia (bandiera)        | C     | Vincent Marchetti     |
| 9  | Francia (bandiera)        | A     | Maurice Dalé          |
| 10 | Senegal (bandiera)        | A     | Issiar Dia            |
| 11 | Francia (bandiera)        | C     | Karim Coulibaly       |
| 13 | Costa d'Avorio (bandiera) | C     | Serge N'Guessan       |
| 14 | Francia (bandiera)        | D     | Joffrey Cuffaut       |
| 15 | Marocco (bandiera)        | A     | Youssouf Hadji        |

| N. |                       | Ruolo | Calciatore       |
| -- | --------------------- | ----- | ---------------- |
| 16 | Camerun (bandiera)    | P     | Guy N'dy Assembé |
| 17 | Francia (bandiera)    | D     | Faitout Maouassa |
| 18 | Mauritania (bandiera) | C     | Diallo Guidileye |
| 19 | Francia (bandiera)    | C     | Loïc Puyo        |
| 20 | Marocco (bandiera)    | D     | Mickaël Chrétien |
| 22 | Francia (bandiera)    | A     | Yann Mabella     |
| 23 | Francia (bandiera)    | A     | Anthony Koura    |
| 24 | Uruguay (bandiera)    | D     | Erick Cabaco     |
| 25 | Francia (bandiera)    | C     | Benoît Pedretti  |
| 26 | Francia (bandiera)    | D     | Vincent Muratori |
| 28 | Francia (bandiera)    | D     | Julien Cétout    |
| 30 | Francia (bandiera)    | P     | Alexandre Menay  |